# Scolopendra abnormis
Scolopendra abnormis är en mångfotingart som beskrevs av Lewis och Daszak 1996. Scolopendra abnormis ingår i släktet Scolopendra och familjen Scolopendridae. IUCN kategoriserar arten globalt som sårbar.
Artens utbredningsområde är Mauritius. Inga underarter finns listade i Catalogue of Life.